# Йоганн Християн Енґель
Йо́ганн Христия́н Енґель (нім. Johann Christian (von) Engel; 17 жовтня 1770, Левоча — 20 березня 1814, Відень) — німецько-австрійський історик.

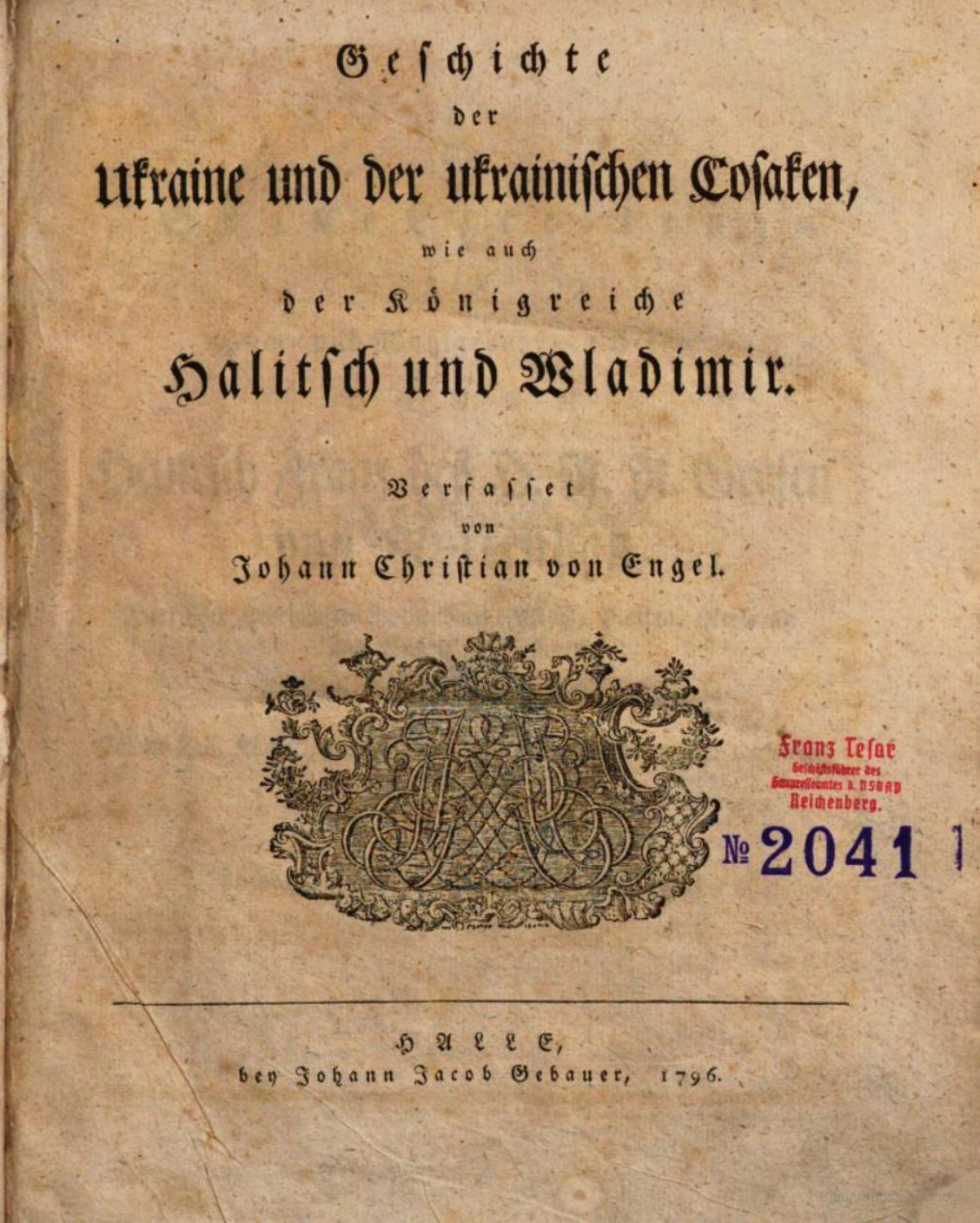
Історія України та українських козаків (1796)

У своїх працях він торкався й історії України, особливо в «Історії Галича й Володимира» (нім. мовою), що вийшла 1793 р. у Відні і давала виклад історії галицько-володимирських земель до 1772 р., і в «Історії України й українських козаків» (Галле, 1796), що була взагалі одною з перших праць із історії України. В передмові до неї він писав:
|  | Україна, з точки погляду території, рівна королівству; це плідна земля, щедро обдарована природою; це — гранична межа між культурною Європою і нецивілізованою Азією, пасовисько й ворота численним азійським ордам, що намагалися залити Європу, і вже тим самим вона заслуговує на велику уважність. Тепер Україна входить у велику Російську імперію. Але як це трапилося, що вона опинилася під Росією? Як це трапилося, що незалежні козаки знайшлися під московським ярмом? Як де трапилося, що москалям пощастило накинути кайдани козакам, що були свого часу жахом турків, татар і поляків? Як це трапилося, що місце конституційного гетьмана, приналежного до козаків, заняв московський губернатор? Історія козаків мала також великий вплив на історію Польщі, Швеції, і Трансильванії. Без неї не можна уявити собі розквіт і занепад Польщі… |

Студія Енґеля «Історія України та українських козаків» увійшла до 48-го тому всесвітньої історії, яку підготували німецькі історики.
Йоганн Християн Енґель побував в Україні. Зокрема він відвідав Збараж, Зборів, Теребовлю.